# Subdivisões das Ilhas Salomão

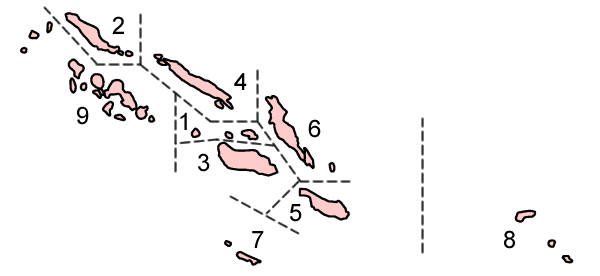
Subdivisões das Ilhas Salomão.

Subdivisões das Ilhas Salomão: as ilhas Salomão encontram-se subdivididas em províncias.
Abaixo a lista das províncias e ilhas principais (de oeste para leste):
- Província Ocidental, com os grupos de ilhas Treasury, Shortland, que incluem Fauro e Choiseul e que fazem fronteira a oeste com a ilha Bougainville, pertencente à Papua-Nova Guiné; ainda o grupo Nova Geórgia, com as ilhas Vella Lavella, onde se encontra a capital da província, Gizo, Kolombagara, Nova Geórgia, Vangunu e Mborokua;
- Província de Isabel, com a grande ilha de Santa Isabel e São Jorge;
- Província Central, com os grupos de ilhas Russel e Florida; capital: Tulaghi;
- Província de Guadalcanal, com a ilha do mesmo nome, onde se encontra a capital do país, Honiara;
- Província de Malaita, com as ilhas Malaita, Maramasike e Sikaiana;
- Província de Makira, com a ilha de São Cristóvão (San Cristobal), com a capital, Kirakira;
- Província de Bellona e Rennell, com as ilhas do mesmo nome e os “Recifes Indispensáveis” (“Indispensible Reefs”); e
- Província de Temotu, com o grupo de ilhas de Santa Cruz, incluindo Nendö, onde se encontra a capital, Lata; esta província faz fronteira a sul com o Vanuatu.
- Província de Choiseul.

Honiara, a capital do país, tem o estatuto de território.